# Pyrausta lineolalis
Pyrausta lineolalis là một loài bướm đêm trong họ Crambidae.